# Begraafplaats van Schorisse
De Begraafplaats van Schorisse is een gemeentelijke begraafplaats in het Belgische dorp Schorisse, een deelgemeente van Maarkedal. De begraafplaats ligt langs de Schorissestraat op 260 m ten westen van de Sint-Pieterskerk. De begraafplaats heeft een bijna vierkant grondplan en is gedeeltelijk omgeven door een bakstenen muur, een draadafsluiting en een haag.
Direct links naast de toegang ligt een perk met een dertigtal graven van Belgische oud-strijders uit de beide wereldoorlogen.

## Britse oorlogsgraven
Op de begraafplaats liggen links naast de toegang de graven van 10 Britse gesneuvelden uit de Tweede Wereldoorlog. Ze liggen verdeeld in drie perkjes. De slachtoffers waren leden van de British Expeditionary Force die strijd leverden tegen het oprukkende Duitse leger om de terugtrekking van het Britse korps naar Duinkerke veilig te stellen. 
Hun graven worden onderhouden door de Commonwealth War Graves Commission en staan er geregistreerd onder Schorisse Communal Cemetery.